# Île Mato
Pour les articles homonymes, voir Mato.
L’île Mato est un îlot de Nouvelle-Calédonie appartenant administrativement à Nouméa.